# NGC 3863
NGC 3863 est une vaste galaxie spirale située dans la constellation de la Vierge. Sa vitesse par rapport au fond diffus cosmologique est de 4 845 ± 25 km/s, ce qui correspond à une distance de Hubble de 71,5 ± 5,0 Mpc (∼233 millions d'al). NGC 3863 a été découverte par l'astronome allemand Albert Marth en 1865.
La classe de luminosité de NGC 3863 est II-III et elle présente une large raie HI. NGC 3863 est une galaxie du champ, c'est-à-dire qu'elle n'appartient pas à un amas ou un groupe et qu'elle est donc gravitationnellement isolée. On estime qu'elle est à 6 Mpc de toute autre galaxie.
À ce jour, sept mesures non basées sur le décalage vers le rouge (redshift) donnent une distance de 61,114 ± 8,253 Mpc (∼199 millions d'al), ce qui est à l'intérieur des valeurs de la distance de Hubble. Notons cependant que c'est avec la valeur moyenne des mesures indépendantes, lorsqu'elles existent, que la base de données NASA/IPAC calcule le diamètre d'une galaxie et qu'en conséquence le diamètre de NGC 3863 pourrait être d'environ 58,6 kpc (∼191 000 al) si on utilisait la distance de Hubble pour le calculer.